# مکران (ایالت شاهزاده‌نشین)
مَکُران (بلوچی: ریاست مَکُران) یک ایالت شاهزاده نشین خودمختار در هند بریتانیا بود که در سال ۱۹۴۸ به پاکستان پیوست. این ایالت شاهزاده نشین در سال ۱۹۵۵ منحل و قلمروی آن به پاکستان غربی الحاق شد. این منطقه در انتهای جنوب غربی پاکستان امروزی قرار داشت، منطقه ای که اکنون بخشی از ولسوالی‌های گوادر، کیچ و پنجگور است. این ایالت شامل گوادر عمانی که تا سال ۱۹۵۸ تحت فرمانروایی سلطان نشین مسقط و عمان بود، نمی‌شد.
ایالت مکران توسط نواب گیچکی که اصالتاً راجپوت بودند اداره می‌شد. جد آنها، جاگات سینگ در قرن هفدهم از راجپوتانا راجستان مهاجرت کرده و مسلمان شده بود. گیچکی‌ها اکنون خود را بلوچ می‌دانند. در ۲۱ مارس ۱۹۴۸، حاکمان مکران، خاران و لسبیله همه اعلام کردند که به قلمرو جدید پاکستان می‌پیوندند.
ایالت مکران در سال ۱۹۵۲ به اتحادیه ایالت‌های بلوچستان پیوست و در اکتبر سال ۱۹۵۵ انحلال شاهزاده نشین‌های مکران، لسبیله، خاران، کلات اعلام شد که به پاکستان غربی الحاق شدند.